# 小行星4217
小行星4217（4217 Engelhardt）是一颗绕太阳运转的小行星，为主小行星带小行星。该小行星于1988年1月24日发现。

## 轨道参数
小行星4217的轨道半长轴为2.3143139 UA，离心率为0.213。